# Risi Competizione

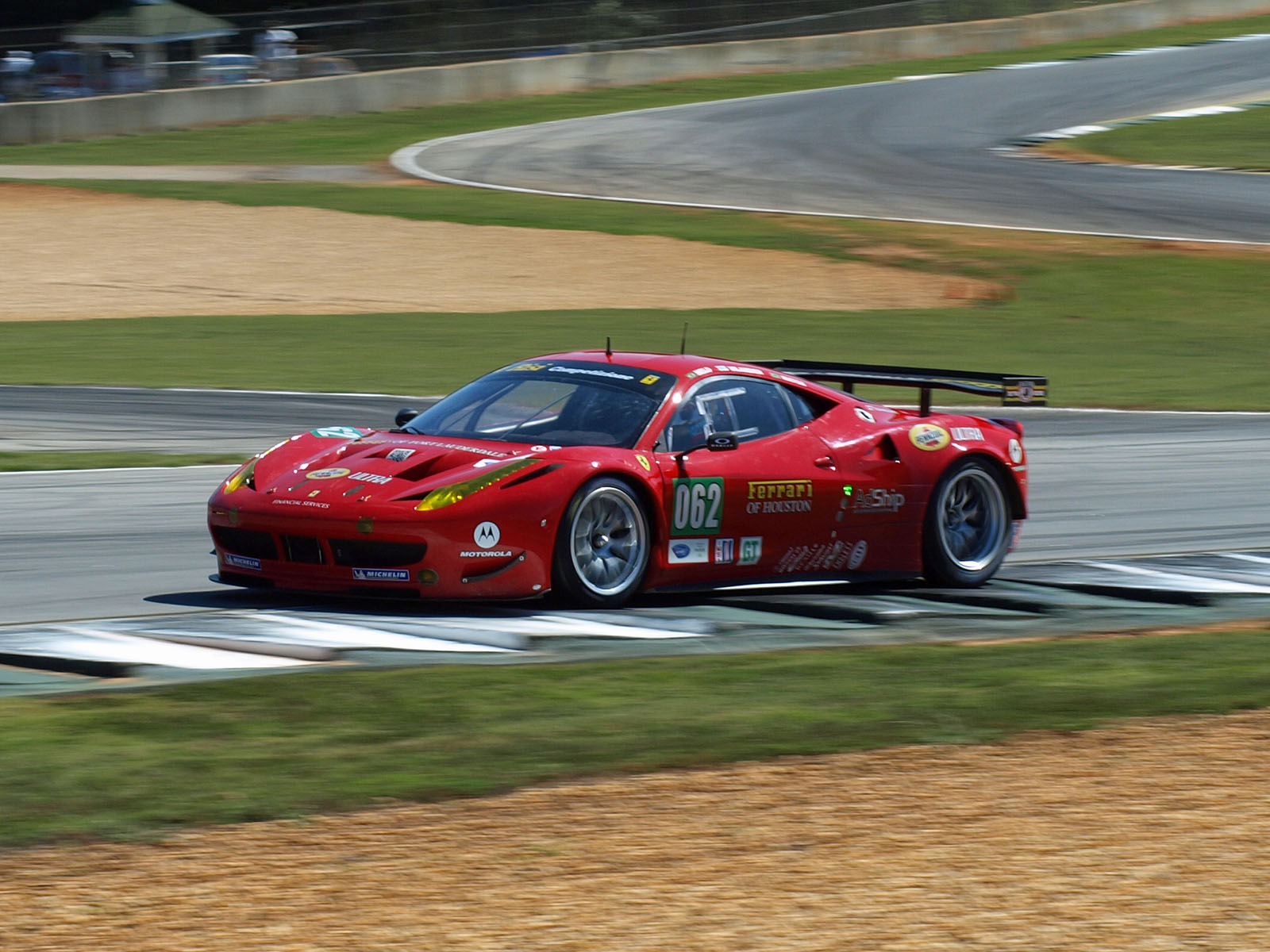
Ferrari 458 von Risi Competizione beim Petit Le Mans 2011

Risi Competizione ist ein US-amerikanisches Motorsport-Team, welches im Sportwagen-Sport aktiv ist. Team-Eigentümer ist Giuseppe Risi.

## Geschichte

### Gründung als Partnerschaft
Das Team entstand 1997 aus der Zusammenarbeit von Giuseppe Risi und Doyle Racing. Doyle Racing war bereits im Motorsport aktiv und nutzte Riley & Scott-Mk-III-Chassis für seine Einsätze in der IMSA-GT-Serie. Das Team wollte diese ersetzen und nutzte dazu Risi, da dieser durch seine Ferrari Niederlassung in Houston beste Kontakte zum italienischen Hersteller des Ferrari 333 SP hatte.

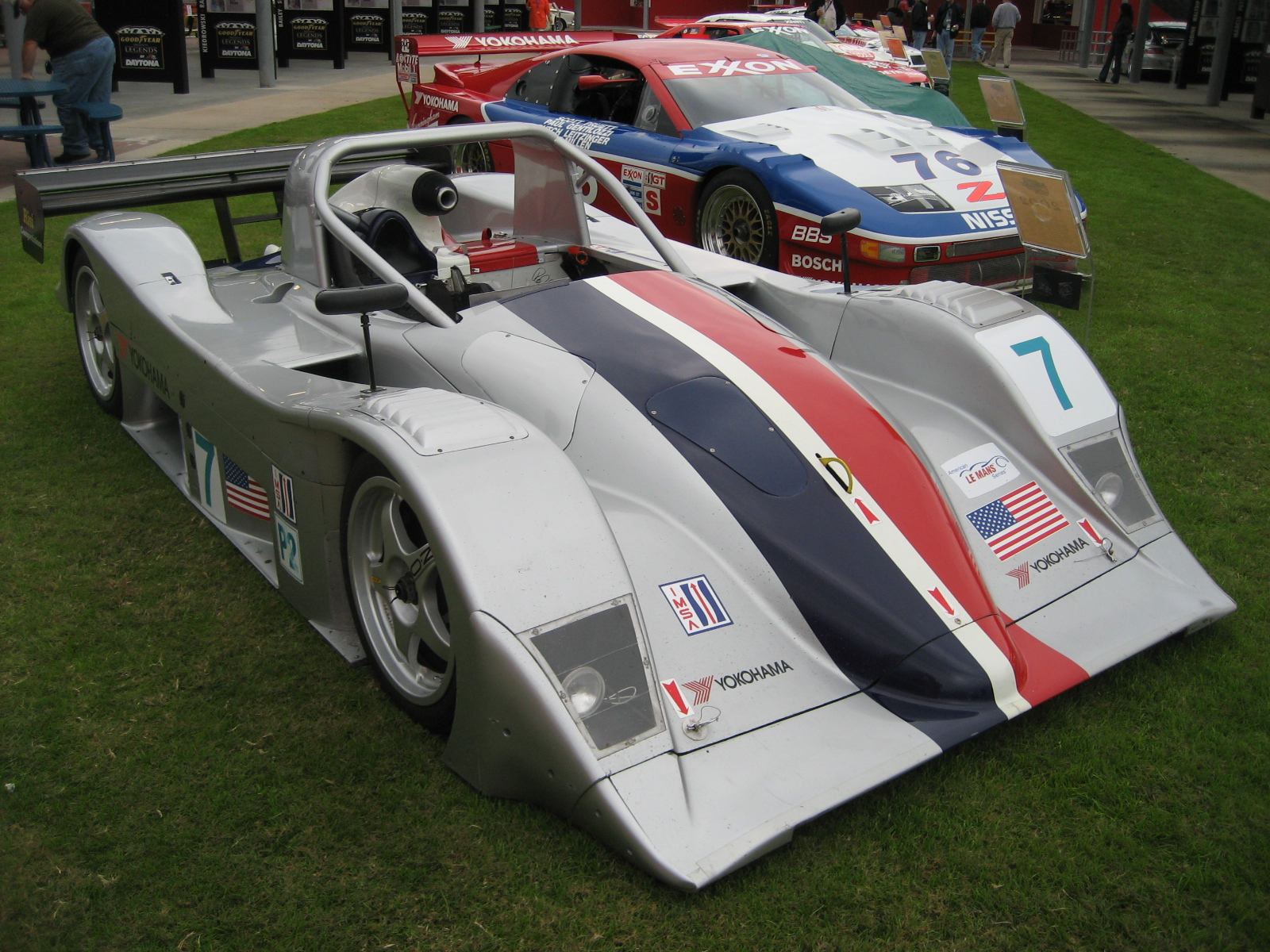
Lola B2k/40 des Partners Rand Racing

Somit trat das Team ab der Saison 1998 als Doyle-Risi-Racing mit einem Ferrari an und konnte an die Erfolge von Doyle Racing sofort anknüpfen. In der IMSA-GT-Serie fuhr das Team zwei Siege ein, holte den zweiten und dritten Platz in der Fahrer-Meisterschaft durch Wayne Taylor und Eric van de Poele und gewann die Team-Meisterschaft. Bei den 24 Stunden von Le Mans gewann Doyle-Risi die WSC-Klasse und holte den achten Gesamtrang. Nach dem Ende der IMSA GT musste das Team zur Saison 1999 neue Einsatzpläne machen. Zunächst startet das Team beim 24-Stunden-Rennen von Daytona und wurde mit zwei Runden Rückstand zweiter in der Gesamtwertung. Es folgte ein Engagement in der neugegründeten American Le Mans Series (ALMS), Platz vier beim Grand Prix of Atlanta auf der Road Atlanta war das beste Resultat der Saison.

### Risi übernimmt das Team
Im Jahr 2000 übernahm Giuseppe Risi das Team komplett und ändert den Namen in Risi Competizione. Das Team setzte weiter einen Ferrari 333 SP ein, wechselte jedoch in die Grand-Am Sports Car Series. Zweimal konnte in dieser Saison ein zweiter Platz eingefahren werden, in der Team-Meisterschaft erreichte das Team den vierten Rang. Das Jahr 2001 begann erneut mit dem 24-Stunden-Rennen von Daytona, diesmal erreichte der Ferrari jedoch nicht das Ziel. Danach entschied das Team, nicht weiter am Rennbetrieb teilzunehmen und entwickelte über die Jahre 2001 und 2002 eine Rennversion des Ferrari 360 Modena. Die Saison 2002 begann jedoch mit einer Partnerschaft mit Rand Racing, zusammen setzte man zwei Lola B2K/40 / Nissan in der Grand-Am ein. Da die Klasse SRPII nicht stark besetzt war, hatte das Team leichtes Spiel, dabei in jedem Rennen den Klassensieg zu erringen. Somit waren die Fahrer- und Team-Meisterschaften das Resultat dieser Partnerschaft. Zum Ende des Jahres setzte man den aufgebauten Ferrari 360 Modena parallel in zwei Rennen in der ALMS ein.
Auch 2003 kam Risi wieder nach Daytona um das 24-Stunden-Rennen zu bestreiten, diesmal mit dem Ferrari 360 Modena. Das Auto schlug sämtliche Prototypen im Rennen und landet hinter dem Porsche von The Racer's Group auf dem zweiten Gesamtrang. Danach ging es erneut in die ALMS, wo Risi die gesamte Saison mit zwei Fahrzeugen bestritt und am Ende den zweiten Rang in der Team-Meisterschaft belegte. Beim ersten Auftritt in Le Mans mit einem GT-Fahrzeug belegte Risi den achten Rang in der GT-Klasse. Im folgenden Jahr erreichte Risi den ersten Klassensieg in der ALMS beim New England Grand Prix in Lime Rock Park, konnte jedoch in der Gesamtwertung nur den fünften Rang in der Team-Wertung belegen.

### Meisterschaften in der ALMS

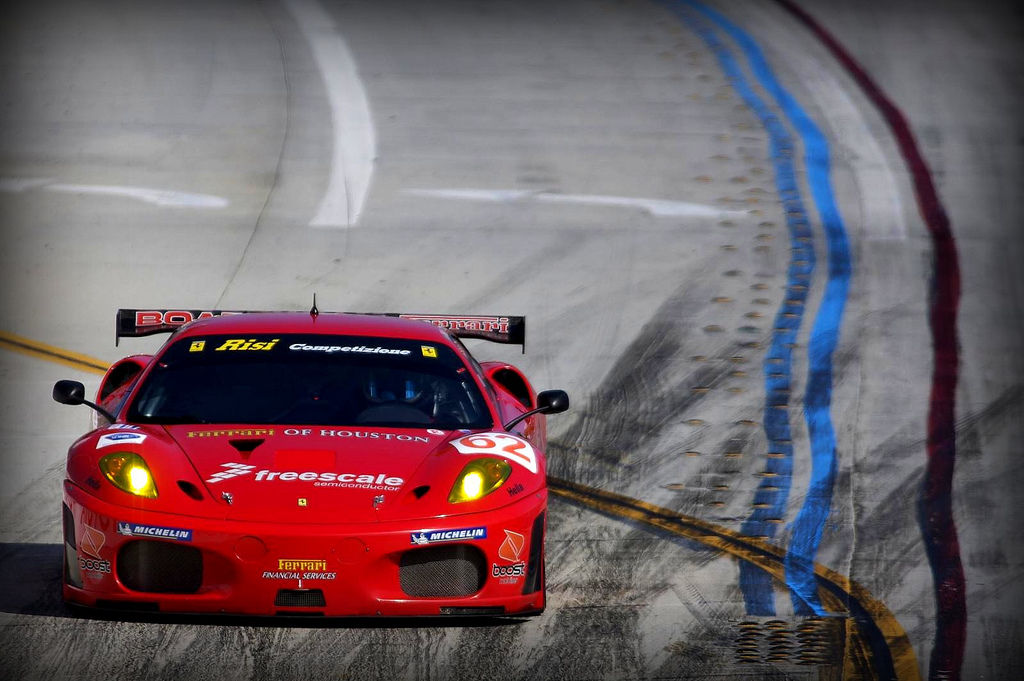
Ferrari 430 in Long Beach

Nach einer Saison mit dem nicht ACO-konformen Maserati MC12 in der ALMS unter dem Teamnamen Maserati Corse wurde Risi Competizione ab dem Jahr 2006 so richtig erfolgreich. Mit den beiden Werksfahrern Mika Salo und Jaime Melo sowie dem neuen Ferrari 430 GTC holte das Team vier Klassensiege in der ALMS und konnte zum ersten Mal die Team-Meisterschaft gewinnen. Auch im folgenden Jahr holte das Team wieder den Titel, diesmal sogar mit acht Klassensiegen über die Saison. Nach Le Mans kehrte das Team ebenfalls zurück, wo ein Fahrzeug in Partnerschaft mit Krohn Racing den zweiten Platz in der GT2-Klasse einfahren konnte.
In den folgenden Jahren konnte Risi keinen Titel mehr gewinnen, der Ferrari 430 war mittlerweile eines der ältesten Fahrzeuge im GT-Feld. In den Jahren 2008, 2009 und 2010 holte das Team jedes Jahr zwei Klassensiege in der ALMS, kam in der Meisterschaft bestenfalls auf den zweiten Rang. Der Erfolg stellte sich jedoch in Le Mans ein. 2008 konnte das Team zum ersten Mal nach 1998 wieder einen Klassensieg feiern, 2009 wurde der Sieg verteidigt, 2010 schied man vor Rennende bereits aus.

### Pause und erneuter Einstieg in den GT-Sport
Ab der Saison 2011 stellte Ferrari seinen Kundenteams ein Nachfolgermodell für den 430 vor, den Ferrari 458 Italia. Risi setzte erneut zwei Fahrzeuge in der GT-Klasse der ALMS ein, konnte jedoch nur einen Saisonsieg auf der Road America erringen und wurde nur Fünfter in der Teamwertung, die schlechteste Platzierung für das Team seit dem Jahr 2004. Risi bestritt 2012 das 24-Stunden-Rennen von Daytona in Zusammenarbeit mit American Canadian Racing und fuhr danach keine weiteren Rennen mehr, da man auf Grund der Veränderungen im amerikanischen GT-Sport zunächst abwarten wollte, wie neue Regelwerke und Klasseneinteilungen aussehen werden. In Daytona konnte der fünfte Rang in der GT-Klasse mit dem Ferrari 458 Italia erreicht werden.
Zur Saison 2013 kehrte Risi zurück in die ALMS und bestritt das Jahr erneut mit einem Ferrari 458. Ein Sieg in Virginia sowie der vierte Rang in der Jahreswertung standen auf der Haben-Seite. 2014 wird Risi in der neugegründeten United SportsCar Championship an den Start gehen.